# Seznam narodnih herojev Jugoslavije (D)
Seznam narodnih herojev Jugoslavije, katerih priimki se začnejo na črko D.

## Seznam
- Božidar Dakić (1909–1941), za narodnega heroja proglašen 27. aprila 1946.
- Makso Dakić (1913–1986), z redom narodnega heroja odlikovan 24. julija 1953.
- Milisav Dakić (1912–1943), za narodnega heroja proglašen 12. julija 1949.
- Radoje Dakić Brko (1911–1946), za narodnega heroja proglašen 12. julija 1949.
- Gore Damevski (1922–1995), za narodnega heroja proglašen 27. novembra 1953.
- Božidarka Damjanović-Marković Kika (1920–1996), z redom narodnega heroja odlikovana 9. oktobra 1953.
- Danilo Damjanović (1915–1990), z redom narodnega heroja odlikovan 27. novembra 1953.
- Uglješa Danilović (1913–2003), z redom narodnega heroja odlikovan 27. novembra 1953.
- Peko Dapčević (1913–1999), z redom narodnega heroja odlikovan 22. oktobra 1945.
- Stjepan Debeljak (Bil) (1908–1968), z redom narodnega heroja odlikovan 27. novembra 1953.
- Boško Dedejić Pop (1907–1944), za narodnega heroja proglašen 10. julija 1953.
- Aleksa Dejović (1922–1943), za narodnega heroja proglašen 30. aprila 1943.
- Branko Deletić (1915–1942), za narodnega heroja proglašen 12. julija 1949.
- Rastislav Delpin Zmago (1920–1956), z redom narodnega heroja odlikovan 5. septembra 1953.
- Nikola Demonja (1919–1944), za narodnega heroja proglašen 19. juna 1945.
- Ivan Denac (1917–2001), z redom narodnega heroja odlikovan 24. julija 1953.
- Karel Destovnik Kajuh (1922–1944), za narodnega heroja proglašen 21. julija 1953.
- Anton Dežman Tonček (1920–1977), z redom narodnega heroja odlikovan 15. julija 1952.
- Stevan Divnin (1895–1942), za narodnega heroja proglašen 20. decembra 1951.
- Milorad Dimanić (1912–1944), za narodnega heroja proglašen 9. oktobra 1953.
- Božidar Dimitrijević Kozica (1914–1944), za narodnega heroja proglašen 6. julija 1953.
- Đura Dimitrijević (1920–1943), za narodnega heroja proglašen 20. decembra 1951.
- Nada Dimić (1923–1942), za narodnega heroja proglašena 7. julija 1951.
- Cvetan Dimov (1910–1942), za narodnega heroja proglašen 29. julija 1945.
- Đurđelena Dinić Đuka (1913–1943), za narodnega heroja proglašena 6. julija 1945.
- Mustafa Dovadžija (1921–1942), za narodnega heroja proglašen 27. julija 1951.
- Dževdet Doda (1906–1944), za narodnega heroja proglašen 26. decembra 1973.
- Petar Dokić (1917–1942), za narodnega heroja proglašen 20. decembra 1951.
- Vladimir Dolničar (Rudi) (1919–1943), za narodnega heroja proglašen 27. novembra 1953.
- Novica Domazet (1913–1943), za narodnega heroja proglašen 26. julija 1945.
- Robert Domani (1918–1942), za narodnega heroja proglašen 24. julija 1953.
- Ilija Došen (1914–1991), z redom narodnega heroja odlikovan 27. novembra 1953.
- Rezka Dragar (1913–1941), za narodnega heroja proglašena 15. julija 1952.
- Simica Dragić (1911–1943), za narodnega heroja proglašen 27. novembra 1953.
- Dara Dragišić (1921–1944), za narodnega heroja proglašena 9. oktobra 1953.
- Vojin Dragović (1914–1942), za narodnega heroja proglašen 27. novembra 1953.
- Svetozar Dragović Toza (1910–1941), za narodnega heroja proglašen 5. julija 1951.
- Spasoje Dragović (1919–1943), za narodnega heroja proglašen 10. julija 1953.
- Radomir Dražević (1887–1943), za narodnega heroja proglašen 20. decembra 1951.
- Spaso Drakić (1904–1984), z redom narodnega heroja odlikovan 10. julija 1952.
- Petar Drapšin (1914–1945), za narodnega heroja proglašen 24. julija 1953.
- Savo Drljević (1912–1994), za narodnega heroja proglašen 10. julija 1953.
- Andreana Družina (Olga) (1920–2021), za narodnega heroja proglašena 22. julija 1953.
- Gojko Drulović (1912–1943), za narodnega heroja proglašen 20. decembra 1951.
- Čedomir Drulović (1912–1992), z redom narodnega heroja odlikovan 27. novembra 1953.
- Andreana Družina Olga (1920–2021)
- Dušan Dugalić (1910–1942), za narodnega heroja proglašen 13. marca 1945.
- Momčilo Dugalić (1918–2014), z redom narodnega heroja odlikovan 5. julija 1952.
- Jakov Dugandžić (1905–1941), za narodnega heroja proglašen 27. novembra 1953.
- Ratomir Dugonjić (1916–1987), z redom narodnega heroja odlikovan 27. novembra 1953.
- Veljko Dugošević (1910–1941), za narodnega heroja proglašen 9. maja 1945.
- Branko Dude (1913–1997), z redom narodnega heroja odlikovan 20. decembra 1951.
- Dragojlo Dudić (1887–1941), za narodnega heroja proglašen 14. decembra 1949.
- Miloš Dudić (1915–1944), za narodnega heroja proglašen 25. septembra 1944.
- Miloš Dujić (1913–1942), za narodnega heroja proglašen 20. decembra 1951.
- Stevan Dukić (1920–1942), za narodnega heroja proglašen 6. julija 1953.
- Đuro Dulić (1912–2006), z redom narodnega heroja odlikovan 24. julija 1953.
- Kata Dumbović-Kovačić (1903–1941), za narodnega heroja proglašena 20. decembra 1951.
- Ljubo Dumičić (1920–1943), za narodnega heroja proglašen 24. julija 1953.
- Emin Duraku (1917–1942), za narodnega heroja proglašen 7. julija 1952.
- Jošo Durbaba (1920–2012), z redom narodnega heroja odlikovan 27. novembra 1953.
- Hajdar Duši (1916–1944), za narodnega heroja proglašen 27. decembra 1973.